# 다마다 게이지
다마다 게이지(일본어: 玉田 圭司, 1980년 4월 11일 ~)는 일본의 전 축구 선수로 포지션은 공격수였다.

## 클럽 경력

### 가시와 레이솔
1999년 가시와 레이솔 입단을 통해 프로에 전격 입문했고 2005년까지 공식전 125경기 31골을 터뜨리면서 2번의 J1리그 3위, 1999년 J리그컵 우승과 천황배 4강 진출 등에 기여했으나 2005년 2부 리그로 강등되면서 팀을 떠났다.

### 나고야 그램퍼스1기
2005 시즌을 마친 후 나고야 그램퍼스에 둥지를 틀었고 이후 2014 시즌까지 공식전 291경기 80골을 터뜨리며 J리그 디비전 1 2008 3위, J리그 디비전 1 2010 우승, J리그 디비전 1 2011 준우승, J리그컵 2번의 4강 진출, 2009년 AFC 챔피언스리그 4강, 2011년 일본 슈퍼컵 우승에 이바지했다.

### 세레소 오사카
2015 시즌을 앞두고 당시 J2리그에 머물러 있던 세레소 오사카로 이적하여 2시즌 동안 공식전 61경기 15골을 기록하며 세레소 오사카의 3시즌만의 J1리그 승격을 이끌었다.

### 나고야 그램퍼스 2기
2016 시즌을 끝낸 후 친정팀 나고야 그램퍼스로 복귀하여 2시즌 동안 공식전 59경기 9골로 나고야 그램퍼스의 J2리그 2017 3위 및 1시즌만의 J1리그 복귀를 이끌어냈다.

### V-파렌 나가사키
2019 시즌을 앞두고 J2리그의 V-파렌 나가사키로 이적 후 2021 시즌까지 활동했고 특히 2019 시즌 천황배에서 나가사키 구단 역사상 첫 메이저 컵대회 4강 진출이라는 새 역사를 이끌었으며 2021 시즌 종료 후 22년간의 현역 생활에 마침표를 찍었다.

## 국가대표팀 경력
2004년 3월 31일 싱가포르와의 2006년 FIFA 월드컵 아시아 지역 2차 예선 3조 2차전에서 국제 A매치 데뷔전을 치른 후 1달 뒤에 열린 헝가리와의 친선 경기에서 A매치 데뷔골을 터뜨렸다.
그리고 3개월 후 열린 2004년 AFC 아시안컵 본선 엔트리에 합류한 후 6경기 3골을 터뜨리며 일본의 아시안컵 통산 3번째 우승을 이끌었고 2년 후 2006년 FIFA 월드컵 본선에도 참가하여 디펜딩 챔피언 브라질과의 F조 조별리그 최종전에서 선제골을 터뜨렸으나 이후 호나우두에게 멀티골, 주니뉴와 지우베르투에게 각각 1골씩을 얻어맞고 1-4로 참패하며 1무 2패·조 최하위로 조별리그 탈락의 고배를 마셨다.
이후 2010년 동아시아 축구 선수권 대회에도 출전하여 팀은 비록 4팀 중 3위에 그쳤지만 3경기에서 2골을 터뜨리며 중국의 취보, 대한민국의 이동국, 이승렬과 함께 대회 공동 득점왕 타이틀을 차지했고 같은 해에 열린 2010년 FIFA 월드컵 본선 엔트리에도 합류한 뒤 2경기에서 교체 선수로 출전하며 일본의 8년만의 월드컵 16강 진출에 일조했다. 그는 2010년까지 국제 A매치 통산 72경기에 출전, 16득점을 넣었다.

## 통계
| 일본 | 일본 | 일본 |
| 연도 | 출전 | 득점 |
| ---- | ---- | ---- |
| 2004 | 18   | 5    |
| 2005 | 16   | 2    |
| 2006 | 7    | 2    |
| 2007 | 0    | 0    |
| 2008 | 12   | 4    |
| 2009 | 10   | 1    |
| 2010 | 9    | 2    |
| 통산 | 72   | 16   |

## 대회 성적

### 클럽 (선수)
가시와 레이솔
- J1리그 : 3위 (1999, 2000)
- J리그컵 : 우승 (1999)
- 천황배 : 4강 (1999)

나고야 그램퍼스
- J1리그 : 우승 (2010), 준우승 (2011), 3위 (2008)
- J2리그 : 3위 (2017)
- J리그컵 : 4강 (2008, 2011)
- 천황배 : 준우승 (2009)
- AFC 챔피언스리그 엘리트 : 4강 (2009)
- 일본 슈퍼컵 : 우승 (2011)

세레소 오사카
- J2리그 : 3위 (2016), 4위 (2015)

V-파렌 나가사키
- J2리그 : 3위 (2020)
- 천황배 : 4강 (2019)

### 국가대표팀 (선수)
일본
- AFC 아시안컵 : 우승 (2004)

### 개인 수상
- EAFF E-1 풋볼 챔피언십 득점상 : 2010 (2골 / 공동 수상)